# Jonathan Breck
Jonathan Breck Harmel, född 17 februari 1965 i Houston, Texas, är en amerikansk skådespelare. Harmel är mest känd för sin roll som The Creeper i Jeepers Creepers och Jeepers Creepers 2. 

## Filmografi(urval)
- 2009 - The Carbon Copy
- 2008 - Will to Power
- 2007 - Dreamland
- 2006 - Be My Baby
- 2004 - I Left Me
- 2003 - Beat Boys Beat Girls
- 2003 - Jeepers Creepers 2
- 2001 - Goda råd
- 2001 - Jeepers Creepers (film)
- 2000 - Spiders